# Henri Pavillard
Henri Pavillard (Héricourt, 15 augustus 1905 – 7 februari 1978) was een Frans voetballer. Pavillard speelde in totaal veertien wedstrijden voor het Frans voetbalelftal, waarbij vier als aanvoerder. Tevens maakte hij deel uit van de Olympische selectie van 1928.
Pavillard speelde clubvoetbal bij Stade Français en het Algerijnse AS Saint-Eugène. Hij overleed uiteindelijk op 72-jarige leeftijd.
- Système universitaire de documentation: 250087154
- Virtual International Authority File: 5936156497273317740006